# Incidentul (Star Trek: Seria originală)
Incidentul (The Enterprise Incident) este un episod din sezonul al III-lea al serialului original Star Trek. A avut premiera la 27 septembrie 1968 și în reluare la 27 decembrie 1968.

## Prezentare
Membrii echipajului navei Enterprise încearcă să fure un dispozitiv de camuflare romulan.